# Дзини, Мара
Мара Дзини (род. 26 октября 1979, Сондало, Италия) — итальянская шорт-трекистка. Двоюродная сестра знаменитой шорт-трекистки Кати Дзини. Она приняла участие в Олимпийских играх 2002, а также участвовала в Зимних Олимпийских играх 2006, где завоевала бронзу в эстафете со своей командой. Дзини  бронзовый призёр Чемпионата мира по шорт-треку 2004 и Чемпионата мира по шорт-треку 2006 годов. 3х-кратная Чемпионка Европы.

## Спортивная карьера
Мара пришла в шорт трек в 9 лет. Выступала за армейский спортивный клуб в Курмайёре. Как и её сестра она попала в сборную в 1998 году. На Чемпионате Европы 2000 в Бормио она выиграла серебряную медаль в эстафете. Следующий год был успешным для Дзини, она завоевала 4 медали на Чемпионате Европы 2001 года в Гааге, 3 серебра и 1 бронзу. И в 2002 году её успехи продолжились, на Чемпионате Европы 2002 года в Гренобле Дзини завоевала золотую медаль в эстафете, а также бронзу на дистанции 1500 метров и серебро на дистанции 500 метров. На следующий год Мара выиграла золото в эстафете в Санкт-Петербурге.  С 2004 по 2008 года Дзини выигрывала только командные медали в эстафете: серебро в Зутермере на Чемпионате Европы 2004 года, бронзу на Зимних Олимпийских играх в Турине и золото на Чемпионате Европы 2006 года в Крыница-Здруе, а также серебро в эстафете на Чемпионате Европы 2007 года в Шеффилде. В 2008 году она завершила карьеру. Проживает в Бриссоне, область Валле-д’Аоста.

## Личная жизнь
После окончания карьеры свою личную жизнь проводила со знаменитым итальянским шорт-трекистом  Мирко Вюйерменом. Жили в Италии, в Кварте (долина Аоста).